# Korolev (130)
Pour les articles homonymes, voir Korolev.
Le BDK-61 Korolev (130) (en russe : Королёв)  est un navire de débarquement amphibie (Landing Ship Tank) de la flotte de la Baltique  de la Marine russe qui comprend trois autres unités actives :
- BDK-43 Minsk (127) ;
- BDK-58 Kaliningrad (102) ;
- BDK-60 Aleksandr Shabalin (110).

Il a été présent lors de l'Armada 2013 à Rouen.

## Conception
C'est une unité de classe Project 775/III  comportant treize navires (code OTAN : classe Ropucha).

Il peut transporter dix véhicules blindés avec 200 hommes de troupes ou 500 tonnes de matériel. 
Pour sa défense, il dispose de : 
- lance-roquettes multiples sur batterie ;
- missiles sol-air 9K32 Strela-2 à très courte portée ;
- systèmes de défense anti-aérien automatique AK-630 ;
- mitrailleuses diverses.